# Gülruh Hatun
Gülruh Hatun (en turco otomano: کل رخ خاتون‎; "cara de rosa") (Grecia, 16 de abril de 1454 — Bursa, c.1520), también conocida como Gülendam Hatun. fue una de las consortes del sultán Bayezid II del Imperio Otomano. Y madre de sus dos hijos.

## Primeros años
Los orígenes de Gülruh son desconocidos. Los historiadores catalogan su nacimiento el 16 de abril de 1454 y que era de origen griego. Gülruh entró en el harén de Şehzade Bayezid (futuro Bayezid II) en Amasya a más tardar en 1466, ya que Anthony Alderson en su obra "La estructura de la dinastía otomana" indica la fecha de nacimiento de su hijo en 1477. Ella es llamada por los historiadores como Gülruh Gülendam Hatun.
Con Bayezid tuvo dos hijos, Şehzade Alemşah, nacido en 1477, y Kamerşah Sultan, nacida un año antes, en 1476. Se casó con Damat Mustafa Paşa en 1491, por segunda vez con Damat Kara Davud Paşa en 1512.

## Acompañando a Alemşah
Según la tradición turca, se esperaba que todos los príncipes trabajaran como gobernadores provinciales como parte de su formación. En 1490, Alemşah fue enviado a Menteşe, y más tarde en 1502 a Manisa, y Gülruh lo acompañó. Ella desempeñó un papel ansioso en proteger a su hijo de la manipulación por parte de los miembros de su séquito principesco y para asegurarse de que el sultán considerara a este último, y no al príncipe o a ella misma, como responsable de los informes que había recibido sobre la mala conducta de Alemşah.Se ha conservado una larga carta, escrita por Gülruh al sultán Bayazid cuando su hijo era el Sanjakbey de Manisa, firmada "Valide-i Alemşah" ( en español, "la madre de Alemşah") y es una prueba importante de los acontecimientos de ese momento. En la carta, Gülruh Hatun se queja de que su hijo estaba en malas compañías, lleva una vida ociosa y es adicto al alcohol, lo que casi arruina su salud, y le pide al sultán que envíe un piadoso Lala al palacio del Şehzade. En una segunda carta, más breve, escrita después de 1510, Gülruh explica al sultán que Alemşah murió de adicción al alcohol.
Ella respondió a las instrucciones del sultán de que se hiciera cargo de la conducta de su hijo. Presentó su caso contra siete miembros de la suite de su hijo, incluido su tutor, su médico y su preceptor, a quienes atribuyó la responsabilidad de los problemas. Fue al tutor de Alemşah en particular a quien culpó. Acusó al tutor y a sus colegas de inducir a Alemşah a beber en exceso para persuadirlo de aprobar propuestas contrarias a la ley del Islam y la ley del Sultán.
Preocupada por la mala salud de Alemşah, describió su dificultad para recuperarse de un combate de un mes sin poder soportar más la corrupción de estos malhechores, llamó la atención del sultán sobre las deficiencias del tutor, entre ellas el despilfarro del tesoro del príncipe en la medida. que incluso ella no había recibido su estipendio durante un año. Pero el tutor había desestimado su protesta como obra del principal eunuco de la casa privada del príncipe, y denunció injustamente a este último ante el sultán.
Gülruh Hatun imploró al sultán que los eliminara. Se preocupó no sólo por la precariedad de la condición física y política de su hijo, sino también por la preservación de sus propios derechos y estatus.

## Descendencia
Junto con Bayezid II, Gülruh tuvo dos hijos:
- Kamerşah Sultan (Amasya, 1476 —  Constantinopla, 1520), también conocido como Kamer Sultan. Se casó en 1491 con Damat Koca Mustafa Paşa, con quien residió en Malkara. Enviudó en 1512 y se volvió a casar el mismo año con Damat Nişancı Kara Davud Paşa. Tuvo descendencia de su primer matrimonio;
- Şehzade Alemşah (Amasya, 1477 — Manisa, 1502). Gobernador de Mentese y Manisa, murió por problemas relacionados con su alcoholismo y la vida indisciplinada que llevaba. Tuvo un hijo, Şehzade Osman Şah (1492 — 1512), y dos hijas, Ayşe Sultan (casada con su prima Sultanzade Mehmed Çelebi, hijo de Fatma Sultan, hija de Bayezid II) y Fatma Sultan (1493 — 1522).

## Caridad
Gülruh Hatun construyó una mezquita y una dotación en Akhisar, una mezquita en Aydın Güzelhisar y la aldea de Duraklı. Ella construyó Hamams, una casa de descanso para viajeros y se construyó otra dotación en Gördes, Demirci, Nazilli, Birgi y Aydın Güzelhisan.

## Últimos años y Fallecimiento
Después de la muerte de Alemşah en 1502 cayó en desgracia, se retiró a Bursa. Después de la muerte de Bayezid II en 1512, el nuevo sultán, Selim I se hizo cargo del apoyo financiero de Gülruh y la familia del difunto príncipe. Falleció a principios del reinado de Solimán el Magnífico. Está enterrada en su propio mausoleo ubicado en el Complejo Muradiye, Bursa.